# まわる!まわる!クッキング
『まわる!まわる!クッキング』は、大手電機メーカー・シャープの単独提供により、1975年4月11日から1977年9月30日まで毎日放送（MBS）系列で土曜日の朝に放映されていた電子レンジを用いた料理番組。関東地方ではTBSの金曜10:30 - 10:45にて放映された。番組のタイトルは、シャープで当時発売されていた電子レンジ「ハイクッカー」のターンテーブルに由来する。

## 出演
- 藤本統紀子（藤本義一夫人）
- 辻学園調理・製菓専門学校専属のシェフ
- 為後喜光（ためごよしみつ、出演当時は同専門学校の主任シェフ、現在は日本料理部門の主任教授。愛称：タメ伍先生）

## ネット局
- 毎日放送（キー局）
- TBSテレビ
- 北海道放送
- 青森テレビ
- 岩手放送
- 秋田放送
- 山形放送
- 東北放送
- 福島テレビ
- 新潟放送
- 信越放送
- テレビ山梨
- 北日本放送
- 北陸放送
- 福井放送
- 静岡放送
- 中部日本放送
- 山陰放送
- 山陽放送
- 中国放送
- テレビ山口
- 四国放送
- 南海放送
- テレビ高知
- RKB毎日放送
- 長崎放送（土曜10:15 - 10:30）[2]
- 大分放送
- 宮崎放送
- 熊本放送
- 南日本放送
- 琉球放送